# (7238) Kobori
(7238) Kobori est un astéroïde de la ceinture principale.

## Description
(7238) Kobori est un astéroïde de la ceinture principale. Il fut découvert le 27 juillet 1989 à Kani par Yoshikane Mizuno et Toshimasa Furuta. Il présente une orbite caractérisée par un demi-grand axe de 2,32 UA, une excentricité de 0,13 et une inclinaison de 4,4° par rapport à l'écliptique.

## Compléments